# Schewtschenko (Kaliningrad)
Schewtschenko (russisch Шевченко) ist eine Siedlung im Süden der russischen Oblast Kaliningrad. Der Ort schließt unmittelbar nördlich an die Rajonstadt Prawdinsk an, deren städtischer Gemeinde er angehört. Vor 1945 gehörte diese Örtlichkeit zur Stadt Friedland.

## Geografische Lage
Die Siedlung Schewtschenko liegt an der nördlichen Prawdinsker Ortsausfahrt der Regionalstraße 27A-036 (ex P 512), die in die Stadt Gwardeisk führt. Unweit östlich fließt der Fluss Lawa (dt. Alle) vorbei. 

## Geschichte
Vor 1945 befand sich auf dem heutigen Siedlungsgebiet ein landwirtschaftlicher Betrieb sowie der Kleinbahnhof Friedland, von dem aus die Stadt Tapiau erreicht werden konnte.
Im April 1946 wurde hier der Militär-Sowchos Nr. 18 eingerichtet. Dieser wurde im Juli 1947 in den (zivilen) Sowchos Nr. 132 umgewidmet. Im Mai 1955 bekam der Sowchos den Namen Prawdinski.
Unter dem Namen Sowchos Prawdinski wurde daraus eine eigene Siedlung, die um 1970 Sitz des Dorfsowjet Poretschenski wurde. In den 1970er oder 1980er Jahren wurde der Ort in Schewtschenko umbenannt. Im Jahr 2004 wurde der Ort in die städtische Gemeinde Prawdinskoje eingegliedert.